# Dominique Antoine Magaud
Dominique Antoine Magaud (Marsiglia, 4 agosto 1817 – Marsiglia, 23 dicembre 1899) è stato un pittore francese.

## Biografia
Nato in una famiglia borghese, Dominique Antoine Magaud iniziò la sua carriera come giurato pesatore. Ammesso alla scuola di belle arti di Marsiglia l'8 ottobre del 1839, seguì le lezioni di Aubert, per poi completare i suoi studi a Parigi, dove divenne l'assistente di Léon Cogniet. Uscito dalla scuola delle belle arti parigina, visse a Parigi per un periodo e rimase vicino alla cerchia di Cogniet.
Di ritorno a Marsiglia, a partire dal 1853 decorò alcuni dei grandi caffè marsigliesi, allora molto di moda. La commissione della decorazione del soffitto del celebre café des Mille-Colonnes lo rese un pittore famoso. Su questo soffitto, oggi scomparso, erano rappresentati Il trionfo di Anfitrite e L'educazione di Bacco. Nel 1853, dipinse per il cafè de France situato sulla Canebière La Francia che offre delle corone agli uomini che l'hanno resa illustre. Nel 1858 realizzò Marsiglia che riceve i prodotti di nazioni diverse del globo e che offre loro i suoi in cambio per il café des Deux Mondes e, nel 1860, Cibele su un carro trainato da leoni per il Grand Hôtel. Tutte queste opere sono scomparse.

I gesuiti che dirigevano il Cerchio religioso si rivolsero a Magaud per decorare la grande sala per le riunioni della loro cerchia. Questo Cerchio religioso, situato al numero 7 di rue de la Mission-de-France, occupava il vecchio edificio creato nel 1643 per i preti della congregazione di san Vincenzo de' Paoli, noti con il nome di Signori della Missione di Francia. Questi religiosi erano dei cappellani carcerari e si occupavano della redenzione dei prigionieri. Dopo essere stati concessi alle Clarisse, questi locali furono poi occupati dai gesuiti, che fecero realizzare all'architetto Pascal Coste una cappella e una sala per le riunioni (26 × 8,50 m) nota con il nome di galleria storica. Questa sala per le riunioni sarebbe stata decorata da quindici grandi tele di Magaud, realizzate dal 1856 al 1864, aventi come tema il ruolo civilizzatore del cristianesimo. La lettura di questo ciclo pittorico doveva ricollegarsi a una grande tela montata sul soffitto, oggi scomparsa, ritraente la Vergine in cielo circondata dagli angeli.

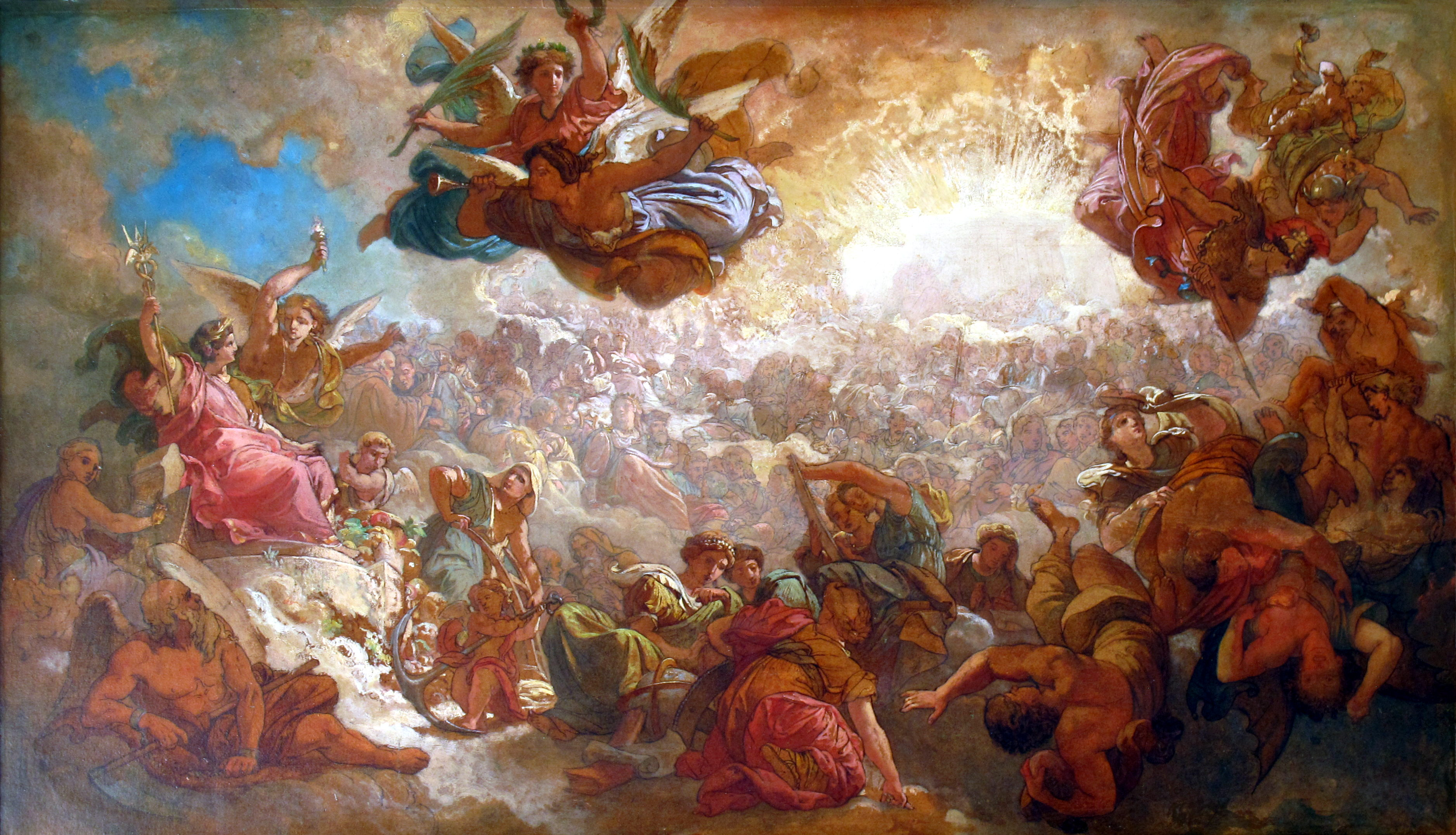
Uno studio per l'affresco con l'apoteosi dei grandi uomini della Provenza, oggi perduto.

In seguito Magaud ricevette una commissione importante del prefetto Maupas per la decorazione della prefettura delle Bocche del Rodano, allora in costruzione. Dal 1865 al 1873, egli realizzò otto tele a soggetto allegorico e trentadue soggetti diversi negli appartamenti. Nel 1866, la camera di commercio gli commissionò la decorazione del soffitto del palazzo della Borsa; questo dipinto, distrutto nel corso dei bombardamenti della città per la sua liberazione nell'agosto del 1944, ritraeva L'apoteosi dei grandi uomini della Provenza.
Nel 1869, egli divenne il direttore della scuola di belle arti marsigliese e gli diede un nuovo impulso. A partire dal 1873, quando finì di decorare il palazzo della Borsa, si dedicò quasi interamente alla direzione della scuola. Nel corso dei suoi ventisette anni da direttore, il numero dei professori passò dai tre presenti al suo arrivo ai diciotto presenti alla sua partenza. Egli formò molti artisti, tra i quali Jean-Baptiste Olive. Tra i suoi studenti, due pittori e cinque scultori avrebbero ottenuto il premio di Roma. Nel 1894 egli realizzò la decorazione dalla sala delle feste della scuola di belle arti, allora situata nel palazzo delle arti.
Il 19 aprile 1866, venne nominato membro dell'Accademia di Marsiglia. Il suo busto scolpito da Émile Aldebert è conservato nell'atrio del conservatorio di musica del palazzo delle arti a Marsiglia. Una via del settimo arrondissement di Marsiglia porta il suo nome.

## Opere nelle collezioni pubbliche
- Marsiglia, museo di belle arti:
  - Portrait de l'artiste, 94 × 74 cm;
  - Portrait de Mademoiselle Eugénie Armand, 155 × 120 cm;
  - Portrait de Monsieur Amédée Armand, président de la chambre de commerce de Marseille, 155 × 120 cm;
  - Portrait du pape Pie IX, 215 × 130 cm;
  - Un Baiser à la glace, 92 × 73 cm;
  - Quindici quadri realizzati per la Missione di Francia:
    - La Peinture: Fra Angelico de Fiesole contemple la céleste beauté de la sainte Vierge;
    - La Théologie: Saint Bonaventure et saint Thomas d'Aquin, an 1254;
    - Les Lettres: Charlemagne et Alcuin ou l'école palatine;
    - La Législation: saint Louis rendant la justice sous le chêne de Vincennes;
    - L'Éloquence: saint Bernard à Vézelay prêchant la deuxième croisade, an 1148;
    - La Poésie: Virgile, Dante et le Stace;
    - La Navigation: Christophe Colomb aborde le Nouveau Monde en 1492;
    - L'Architecture: Michel-Ange présente à Paul III son plan de Saint-Pierre en 1546;
    - La Musique: Palestrina offre à Pie IV sa messe dite de Marcel II, an 1563;
    - L'Agriculture: Les réductions du Paraguay, an 1586-1767;
    - Le Courage Militaire: Le Grand Condé à la bataille de Rocroi, an 1645;
    - Le Courage Civil: La peste de 1720 à Marseille;
    - La Philosophie: Saint Justin confondant le philosophe Tryphon, an 150;
    - L'Histoire: Bossuet instruisant le Dauphin, an 1675;
    - Les Sciences: Volta, avec l'autorité de la science, affermit Silvio Pellico dans la foi, an 1819.